# Dysschema thetis
Dysschema thetis là một loài bướm đêm thuộc phân họ Arctiinae, họ Erebidae.